# Klopcode
|   | 1 | 2 | 3   | 4 | 5 |
| - | - | - | --- | - | - |
| 1 | A | B | C/K | D | E |
| 2 | F | G | H   | I | J |
| 3 | L | M | N   | O | P |
| 4 | Q | R | S   | T | U |
| 5 | V | W | X   | Y | Z |

De klopcode is een manier om een boodschap letter voor letter te coderen. De boodschap wordt gecommuniceerd middels een serie van klopsignalen. Die zijn verdeeld over een raster van 5x5, gebaseerd op een polybiusvierkant, waarin alle letters staan van het Latijnse alfabet, behalve de 'K', die wordt gepresenteerd door de 'C'. Doordat de letters zich in een vierkant raster bevinden en er 5 rijen en 5 kolommen zijn, wordt de code ook wel eens de kwadratische klopcode genoemd.
De klopcode werd meestal gebruikt door (krijgs)gevangenen om stiekem met elkaar te kunnen communiceren. De wijze van communiceren geschiedt door te kloppen op tralies, pijpleidingen of celmuren.

## Werking
Een letter wordt gecommuniceerd door twee getallen te kloppen. Het eerste getal duidt de rij aan, het tweede getal een kolom; tussen beide getallen valt een korte pauze. Bijvoorbeeld, om de letter 'B' door te geven, dient men eenmaal te kloppen, een korte pauze en dan tweemaal te kloppen. De ontvanger moet goed opletten zodat hij/zij de onderlinge letters kan onderscheiden en de boodschap zonder ruis doorkrijgt.
Om het woord "water" te communiceren, zou men op de volgende manier moeten kloppen. De pauzes tussen de letters moeten langer zijn dan de pauze tussen de afzonderlijke serie kloppen die nodig zijn om één letter te communiceren.
| W                                      | A    | T    | E    | R    |
| -------------------------------------- | ---- | ---- | ---- | ---- |
| 5, 2                                   | 1, 1 | 4, 4 | 1, 5 | 4, 2 |
| ••••• •• • • •••• •••• • ••••• •••• •• |      |      |      |      |

De letter 'X' wordt gebruikt om zinnen op te breken en 'K' om een boodschap te bevestigingen. Vanwege de tijd die deze klopsignalen in beslag nemen om een enkele letter te communiceren, worden er nogal eens afkortingen gebruikt voor veelgebruikte zinnen zoals: "GN" voor Good night en "ST" Sleep tight.

## Geschiedenis
| Klopcode voor het Cyrillisch alfabet |   |     |   |   |   |     |
|                                      | 1 | 2   | 3 | 4 | 5 | 6   |
| 1                                    | А | Б   | В | Г | Д | Е/Ё |
| 2                                    | Ж | З   | И | К | Л | М   |
| 3                                    | Н | О   | П | Р | С | Т   |
| 4                                    | У | Ф   | Х | Ц | Ч | Ш   |
| 5                                    | Щ | Ъ/Ь | Ы | Э | Ю | Я   |

De klopcode is naar verluidt voor het eerst gebruikt door nihilistische gevangenen in Rusland, halverwege de 19e eeuw.
Amerikaanse krijgsgevangenen in de Vietnamoorlog gebruikte onder andere ook de klopcode. De Amerikaanse onderofficier 2e klasse, Douglas Brent Hegdahl III, verklaarde, na zijn vrijlating op 5 augustus 1969, dat hij en zijn medegevangenen, tijdens hun gevangenschap in aangrenzende solitaire cellen in een gevangenis te Hanoi, controleerden of een nieuwe gevangene óók Amerikaan was middels een sjibbolet. Ze klopten de eerste vijf noten van Shave and a Haircut op hun celwand om vervolgens te wachten op antwoord. Als het antwoord goed was, gingen zij over tot het communiceren in de kwadratische klopcode om zo onderling informatie uit te wisselen.